# 斯洛比德卡-吉爾奇奇尼揚西卡
48°53′21″N 26°58′20″E / 48.88917°N 26.97222°E
斯洛比德卡-吉爾奇奇尼揚西卡（烏克蘭語：Слобідка-Гірчичнянська）是位於烏克蘭西部赫梅利尼茨基州裏卡緬涅茨-波多利斯基區的杜納伊夫齊市鎮的村莊，面積0.59平方公里，海拔高度301米，2001年人口138，人口密度每平方公里235.9人。